# Gualtieri
Gualtieri är en ort och kommun i provinsen Reggio Emilia i regionen Emilia-Romagna i Italien. Kommunen hade 6 507 invånare (2018).